# دی‌پتوایندونسین ای
دی‌پتوایندونسین ای (به انگلیسی: Diptoindonesin A) با فرمول شیمیایی C۳۴H۳۲O۱۱ یک ترکیب شیمیایی است. که جرم مولی آن ۶۱۶٫۶۱ g/mol می‌باشد. 